# Vicariat apostolique de Tripoli
Le vicariat apostolique de Tripoli (en latin: Apostolicus Vicariatus Tripolitanus) est un vicariat apostolique recouvrant le territoire de l'actuelle Libye occidentale. Il n'y a plus qu'une vingtaine de chapelles disséminées sur son territoire, et une seule église, celle de Saint-François à Tripoli, la cathédrale du Sacré-Cœur-de-Jésus de Tripoli ayant été transformée en mosquée en 1970. Le vicariat ne compte qu'une paroisse. 

## Population
Pour une population de baptisés estimée à 100 000 personnes en 2007, le vicariat n'a l'autorisation que de deux prêtres séculiers et de quatre prêtres réguliers, et vingt-huit religieuses. Sa population est essentiellement constituée de descendants de colons italiens demeurés en Libye (italo-libyens), d'expatriés et de nouveaux migrants d'Afrique noire. 

## Histoire

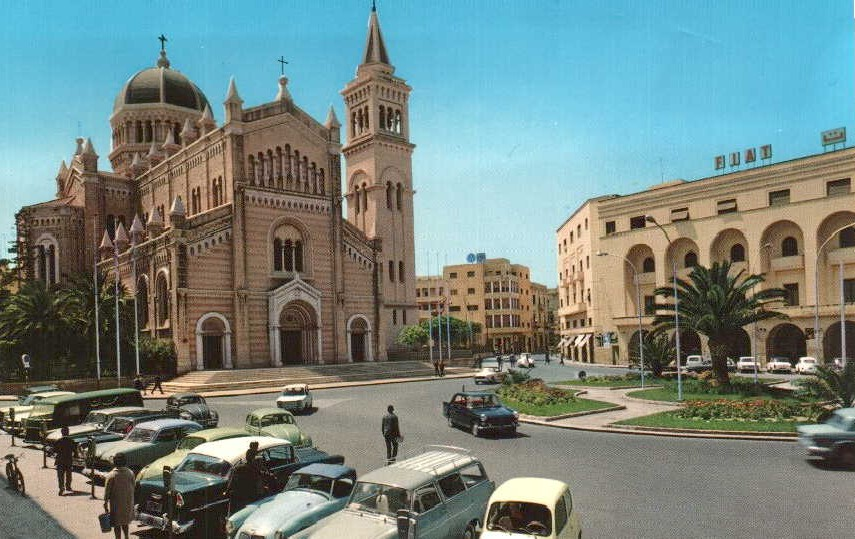
Photographie de la cathédrale de Tripoli en 1960, transformée en 1970 en mosquée

Le territoire a été érigé en préfecture apostolique en 1630, à partir du territoire du diocèse de Las Palmas (Canaries) et confié aux franciscains. Il est élevé en vicariat apostolique de Libye en 1894. Il cède une partie de son territoire le 3 avril 1927 au profit du nouveau vicariat apostolique de Cyrénaïque (aujourd'hui vicariat apostolique de Benghazi) et devient le vicariat apostolique de Tripolitaine. Le 22 juin 1939, il cède encore une partie de son territoire pour l'édification de la préfecture apostolique de Misurata et change son nom en vicariat apostolique de Tripoli.

### Liste des vicaires apostoliques
- Ludovico Antomelli, OFM (23 février 1913 - 10 mars 1919)
- Giacinto Tonizza, OFM (7 août 1919 - † 16 avril 1935)
- Camillo Vittorino Facchinetti, OFM (9 mars 1936 - † 25 décembre 1950)
- Vitale Bonifacio Bertoli, OFM (5 avril 1951 - † 10 mars 1967)
- Guido Attilio Previtali (de), OFM (26 juin 1969 - 3 mai 1985)
- Giovanni Innocenzo Martinelli, OFM (3 mai 1985 - 5 février 2017)
- George Bugeja (it), OFM  (depuis le 5 février 2017)